# Чанакгьолски езера
Чанакгьолските (Чанакските) езера, известни още като Паниците или Чанаците, са две ледникови езера в Северозападна Рила, в непосредствена близост до Седемте рилски езера. Езерата са разположени в малък циркус между Зелени рид и хребета, който се отделя на североизток от връх Харамията (2465 м) и е част от Главния балкански вододел. Водите на запад от него се оттичат чрез реките Джерман и Струма в Егейско море, а на изток − към реките Искър и Дунав, в Черно море.
- Горното Чанакгьолско езеро е разположено на 1490 м север-североизток от връх Дамга, на 2238 м надморска височина и има площ 10.1 декара. Дълбоко е около 5.5 м.

- По-голямото Долно Чанакгьолско езеро е разположено на 1760 м север-североизток от връх Дамга, на 2205 м надморска височина и има площ 37.5 декара.

Двете езера събират водите си от Чанакгьолския циркус. Езерата не се оттичат едно в друго, а потоците им се сливат по-надолу и дават началото на река Прави Искър, която след водослива си с Урдина река носи името Черни Искър.

## Маршрути
- Покрай Горното Чанакгьолско езеро минава маркиран с колова маркировка зимен маршрут от хижа Седемте езера за хижа Иван Вазов през Зелени рид и Раздела.
- От Паничище през х. Пионерска, с лифта до х. Рилски езера. Оттам около 45 минути пеш до Рибното езеро и още около половин час до билото под Харамията.